# Cherubino Patà

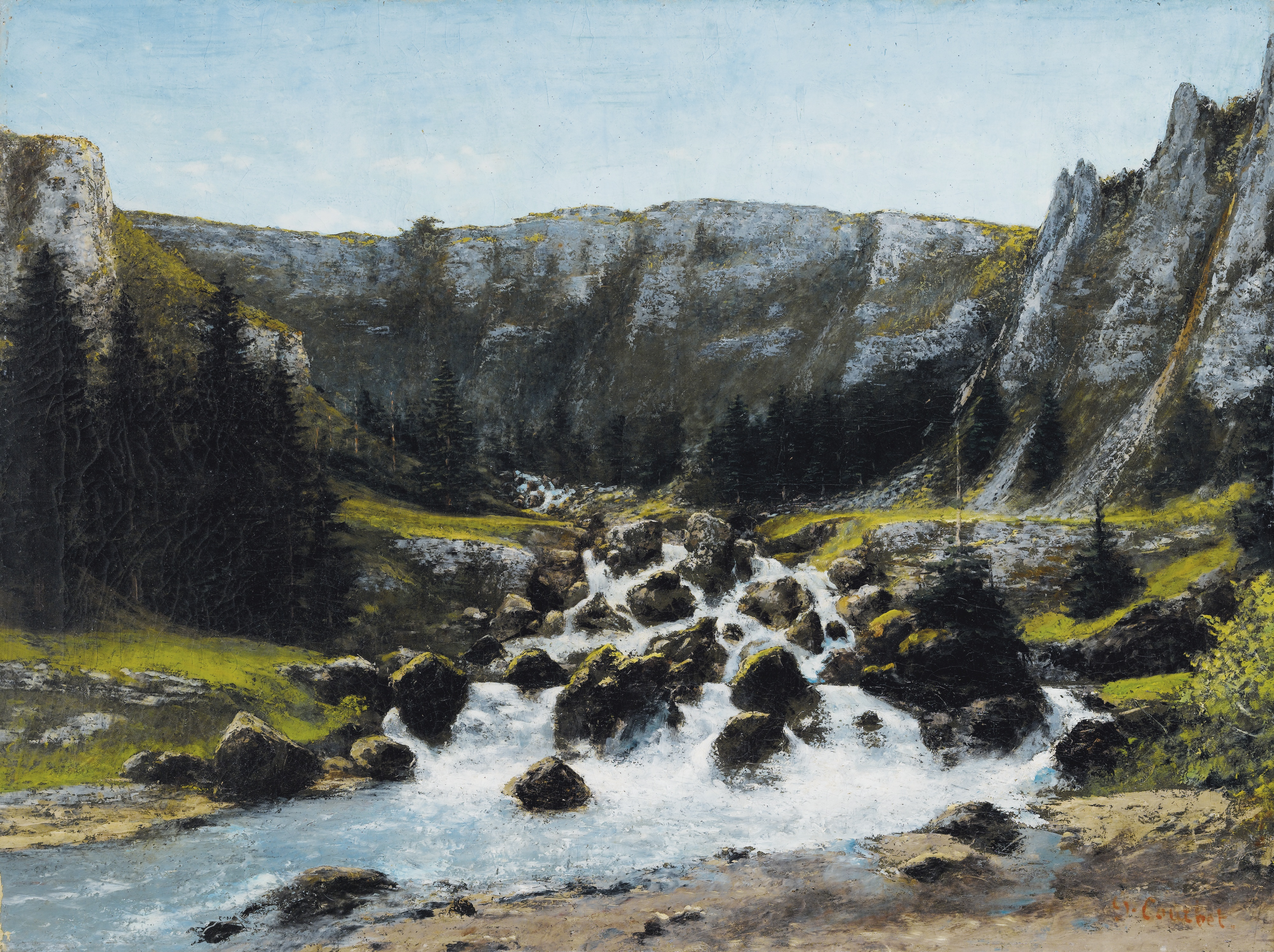
Gebirgsfluss, signiert G. Courbet

Pietro Antonio Cherubino Patà (* 9. Juni 1827 in Sonogno, Kanton Tessin; † 2. Februar 1899 in Gordola) war ein Schweizer Maler des Realismus. Als Weggefährte und Nachahmer von Gustave Courbet widmete er sich in erster Linie der Landschafts- und Porträtmalerei.

## Leben
Cherubino Patà kam 1827 in Sonogno als eines von sechs Kindern des Schafhirten Abbondio Patà und dessen Frau Apollonia (geborene Tamò) zur Welt. Er besuchte eine Zeichenschule in Locarno und erhielt als ersten Auftrag 1854 die Dekoration der Kirche von Sonogno. Von 1856 bis 1858 reiste er als Porträtmaler durch die Westschweiz, ehe er 1860 nach Lyon auswanderte. Dort heiratete er 1866 die Deutschschweizerin Emilie Schnewlin (1839–1898), mit der er zwei Töchter und einen Sohn hatte.
Nachdem sich die Familie in Paris niedergelassen hatte, stellte Patà ab 1868 regelmässig in den dortigen Salons aus. Er freundete sich mit dem französischen Maler Gustave Courbet an und wurde dessen Schüler, Assistent und Geschäftsagent. 1873 sah sich Courbet als Mitglied der Pariser Kommune gezwungen, ins Ausland zu flüchten. Patà folgte ihm ins Exil nach La Tour-de-Peilz und die beiden fertigten gemeinsam zahlreiche Landschaftsbilder an. Nach einer Algerienreise in den 1880er Jahren lebte er in La Chaux-de-Fonds und schliesslich in Gordola, wo er 1899 starb.

## Werk
Cherubino Patà machte sich einen Namen als Landschafts-, Genre- und Porträtmaler. Während seine Bilder aus Jugendjahren als naiv beschrieben werden und sein Spätwerk dem Realismus zuzuordnen ist, durchzieht eine unterschiedliche Qualität sein Gesamtwerk. Der Verdacht, die Malereien seines künstlerischen Vorbilds Courbet plagiiert zu haben – Patà signierte einige Werke mit dem Namen seines Lehrers – schmälerte sein Ansehen.
Patàs Ölgemälde werden oft im Rahmen von Courbet-Retrospektiven, so zum Beispiel 1988 im Musée Courbet in Ornans, ausgestellt. Die meisten seiner Werke befinden sich heute in Privatbesitz.

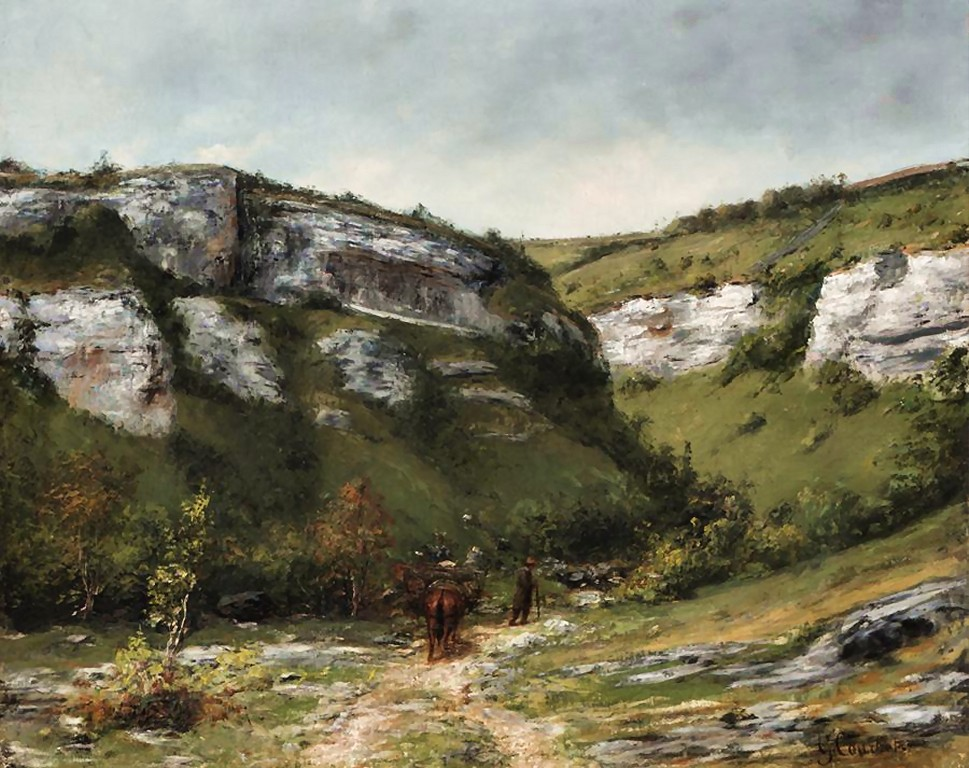
Reisender mit Esel in einem Gebirgstal
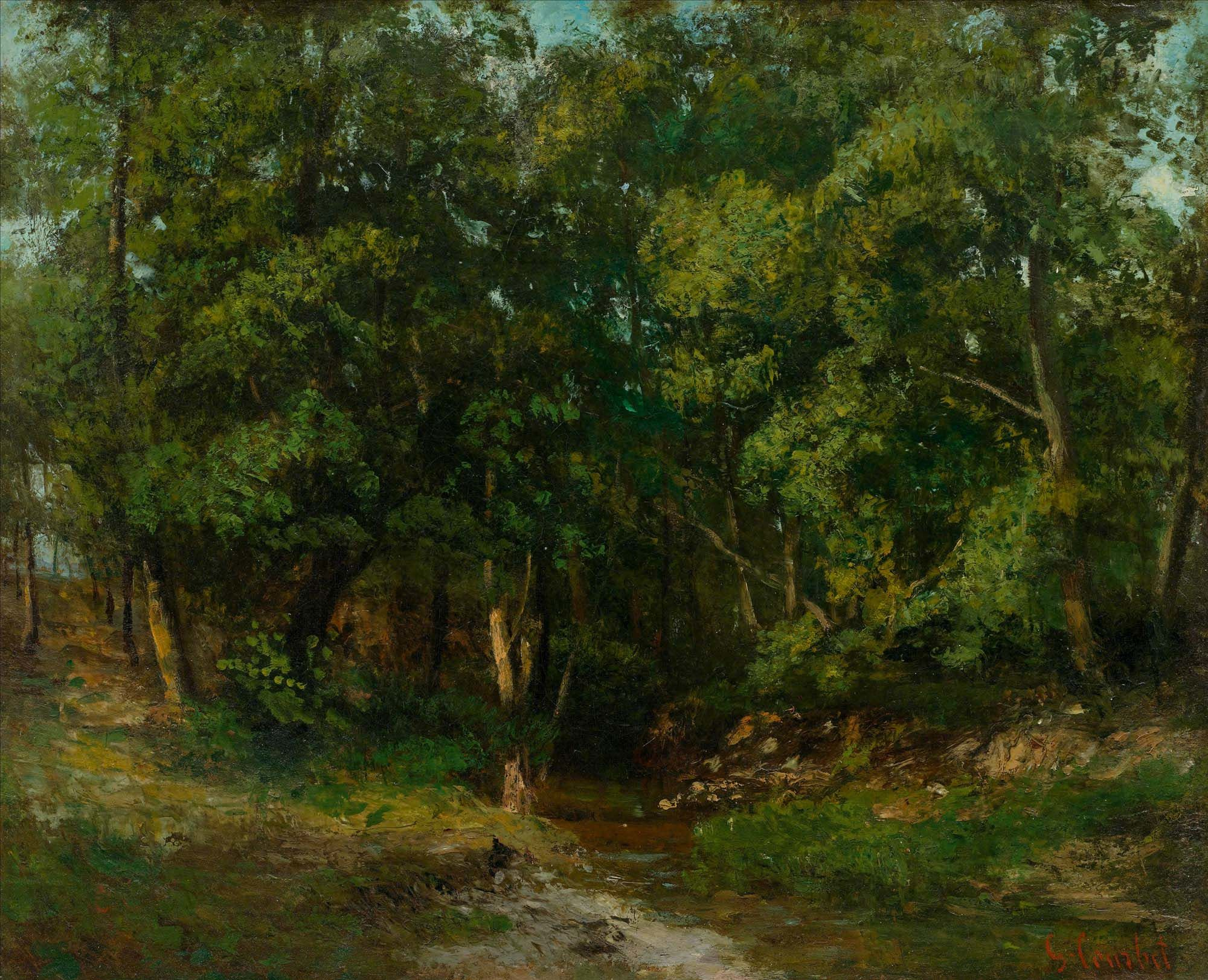
Waldlandschaft (mit Gustave Courbet)
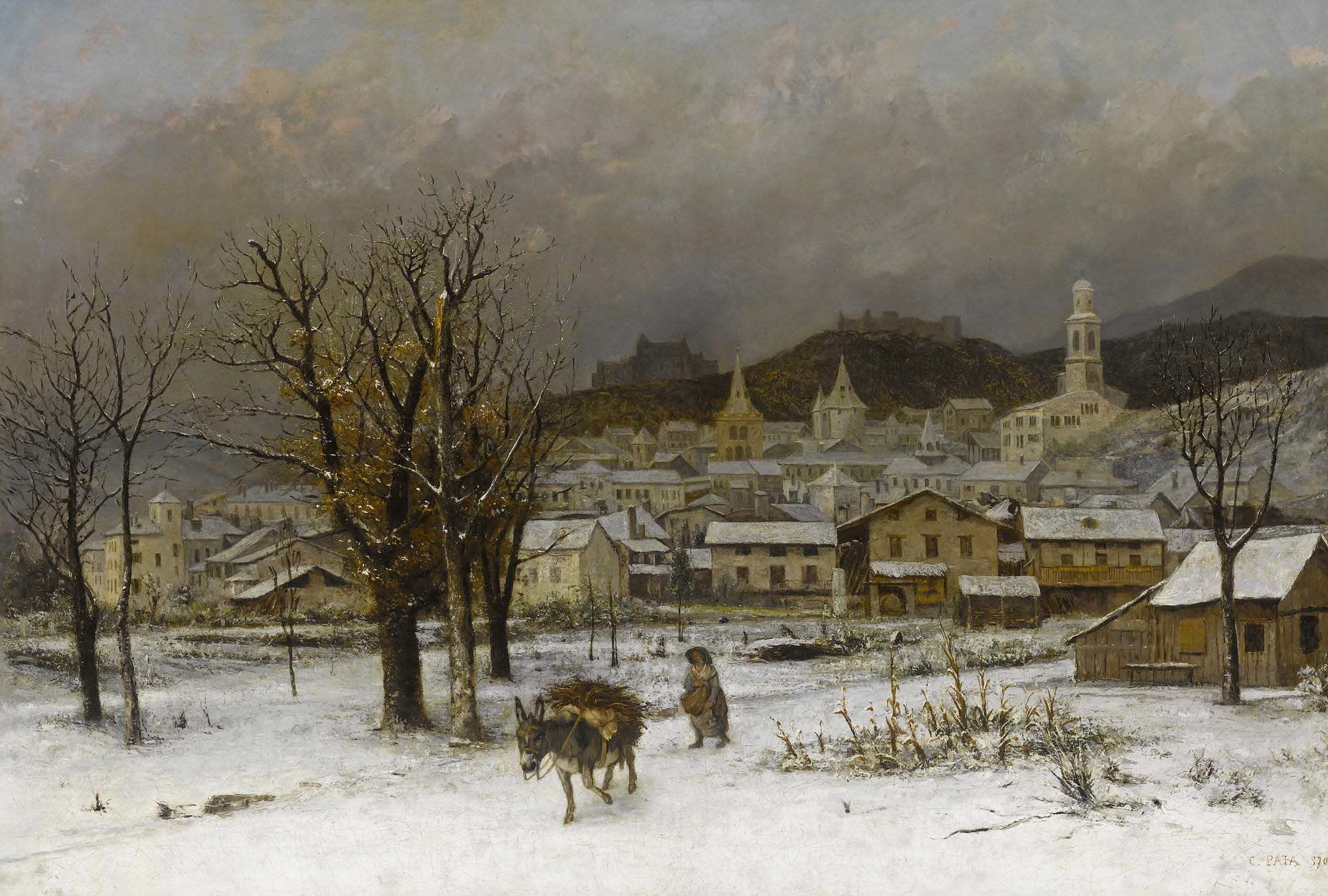
Winterlandschaft mit Blick auf eine Schweizer Stadt
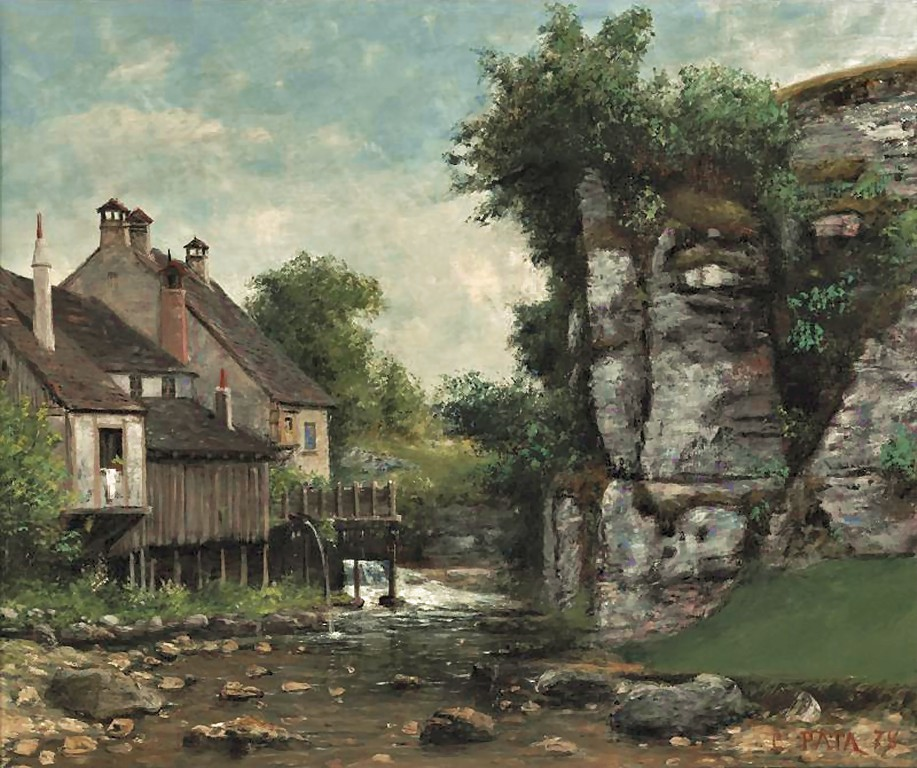
Mühle bei Hauteville
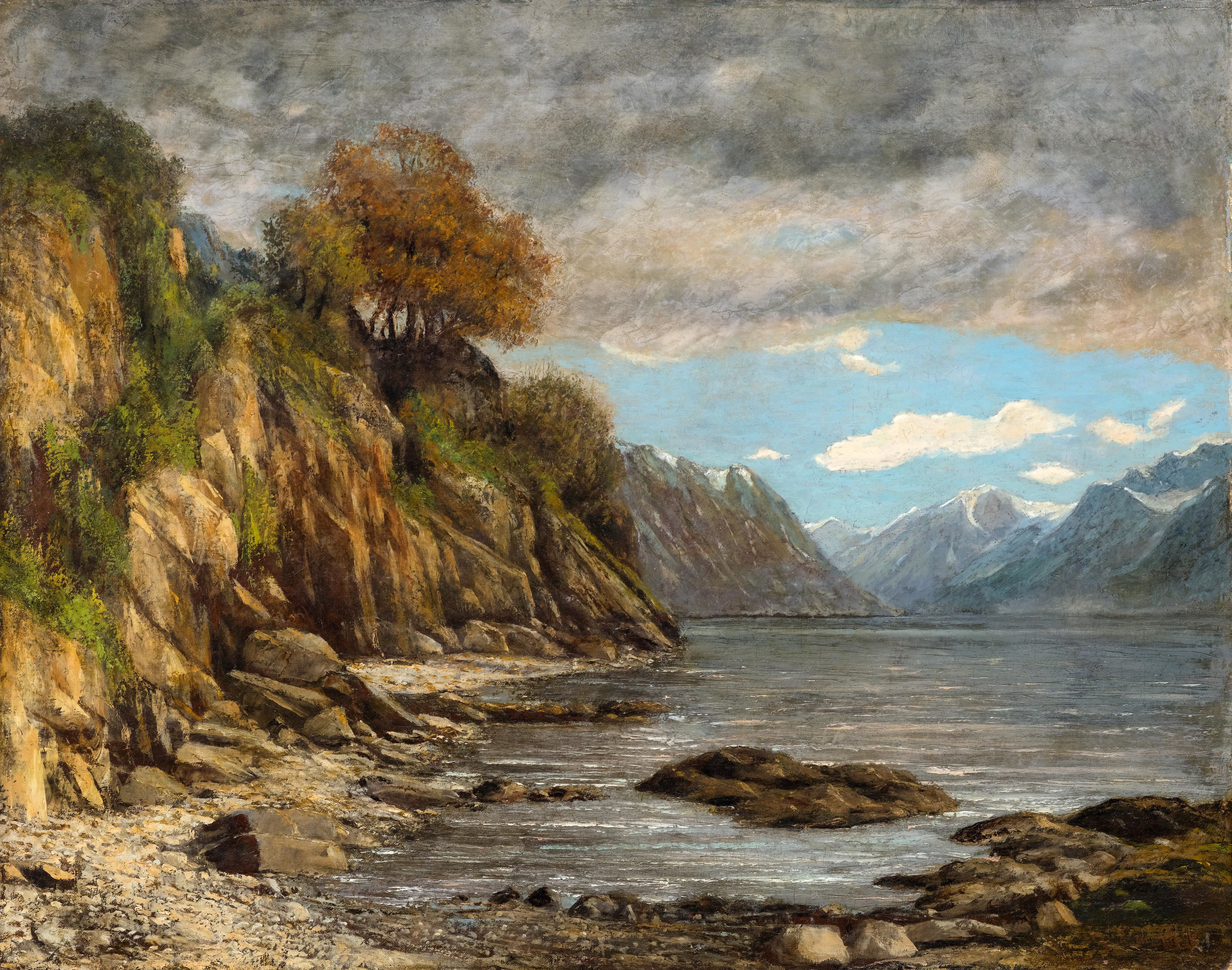
Landschaft am Genfersee
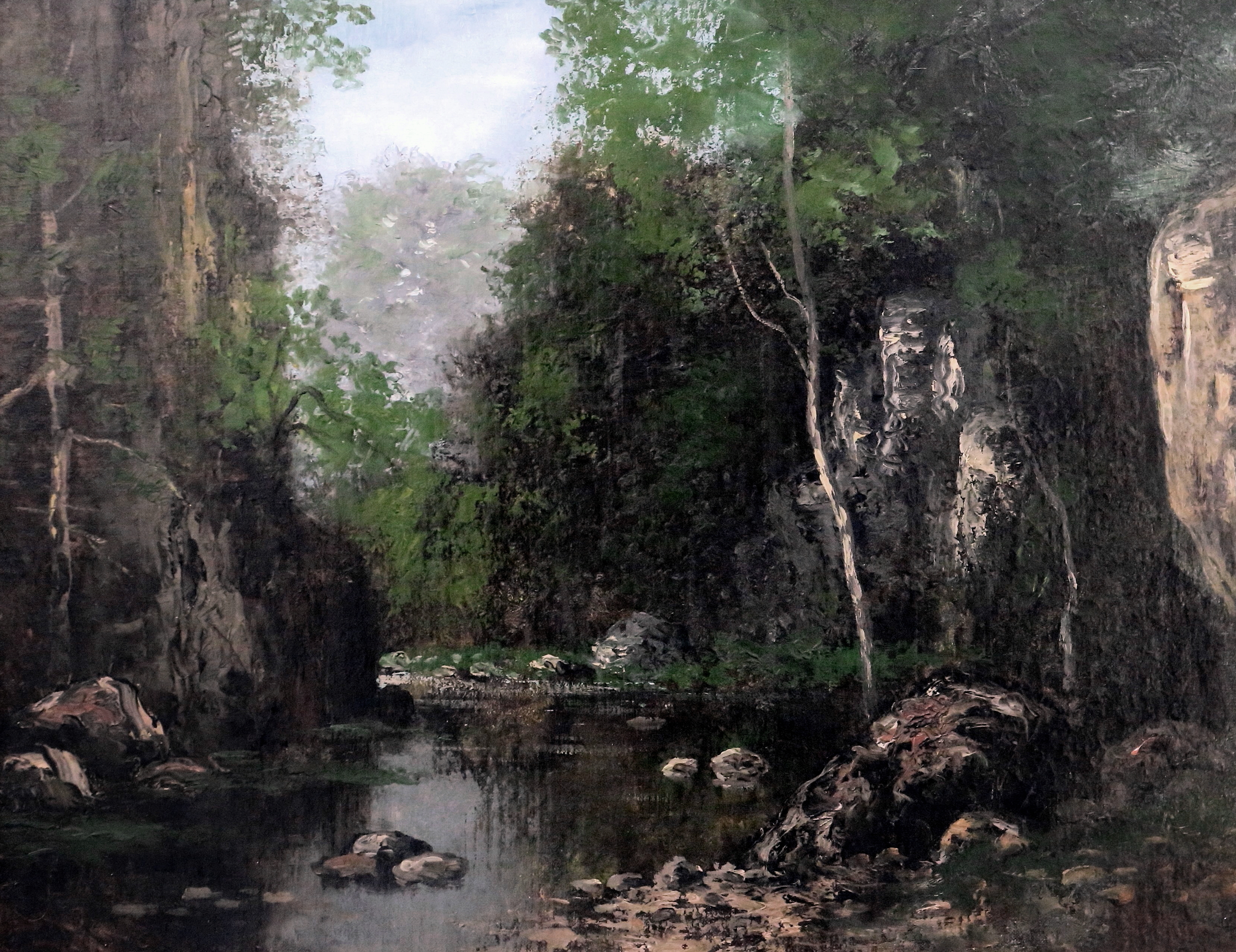
Le ruisseau du Puits Noir (angelehnt an Courbet)

### Werke (Auswahl)
- 1876: Paysage forestier (Waldlandschaft). Öl auf Leinwand, 51 × 62 cm (mit Gustave Courbet).
- 1882: La Cascade de la Billaude, Franche Comté (Der Wasserfall von Billaude). Öl auf Leinwand, 149,8 cm × 200,4 cm.
- 1885: Paysage d’hiver avec maison (Winterlandschaft mit Haus). Öl auf Leinwand, 38 × 46 cm.
- 1888: Fortresse sur une colline, Algerie (Festung auf einem Hügel, Algerien). Öl auf Leinwand, 48,3 × 59,7 cm.
- Paysage de lac léman dans les alpes (Landschaft am Genfersee in den Alpen). Öl auf Leinwand, 65,1 × 81,3 cm.
- Paysage motagnaux (Berglandschaft). Öl auf Leinwand, 37,5 × 60,5 cm. (evtl. gemeinsam mit Courbet)
- Les falaises à Launde (Die Klippen von Launde). Öl auf Leinwand, 50 × 61 cm.